# Боулинг для Колумбины
«Боулинг для Колумбины» (англ. Bowling for Columbine) — документальный фильм американского режиссёра и политического активиста Майкла Мура, посвящённый проблеме вооружённого насилия в США, снятый в 2002 году. Картина удостоилась многих наград, в том числе премии «Оскар», премии «Независимый дух», премии «Сезар» за лучший фильм на иностранном языке и специального приза Каннского кинофестиваля.

## Сюжет
Фильм посвящён поиску причин, из-за которых число смертей, связанных с применением огнестрельного оружия, в США многократно больше, чем в других странах с высоким уровнем дохода. Толчком к его созданию стали события в школе «Колумбайн», в ходе которых погибло 15 человек. Критически анализируя проблему большого количества убийств в США, Мур задаётся вопросом: что является причиной этого? Режиссёр скептически относится к попыткам обвинить во всём рок-музыкантов, молодёжные субкультуры, жестокие фильмы и видеоигры, схожим образом доводя до абсурда предположение о том, что утром перед стрельбой в «Колумбайн» убийцы играли в школе в боулинг (дальнейшее расследование показало, что Харрис и Клиболд в тот день на занятиях отсутствовали). По мнению Мура, уровень вооружённого насилия вызван прежде всего нагнетаемой в американском обществе атмосферой страха, которая отвлекает людей от настоящих проблем — социальных и политических — и провоцирует недоверие и ненависть друг к другу.

## Награды и номинации

### Награды
- 2003 — Премия «Оскар»
  - Лучший документальный фильм — Майкл Мур, Майкл Донован
- 2002 — Каннский кинофестиваль
  - Приз в честь 55-й годовщины — Майкл Мур
- 2003 — Премия «Сезар»
  - Лучший зарубежный фильм — Майкл Мур, Майкл Донован
- 2002 — Премия Национального совета кинокритиков США
  - Лучший документальный фильм

### Номинации
- 2002 — Каннский кинофестиваль
  - Золотая пальмовая ветвь — Майкл Мур